# Спеції

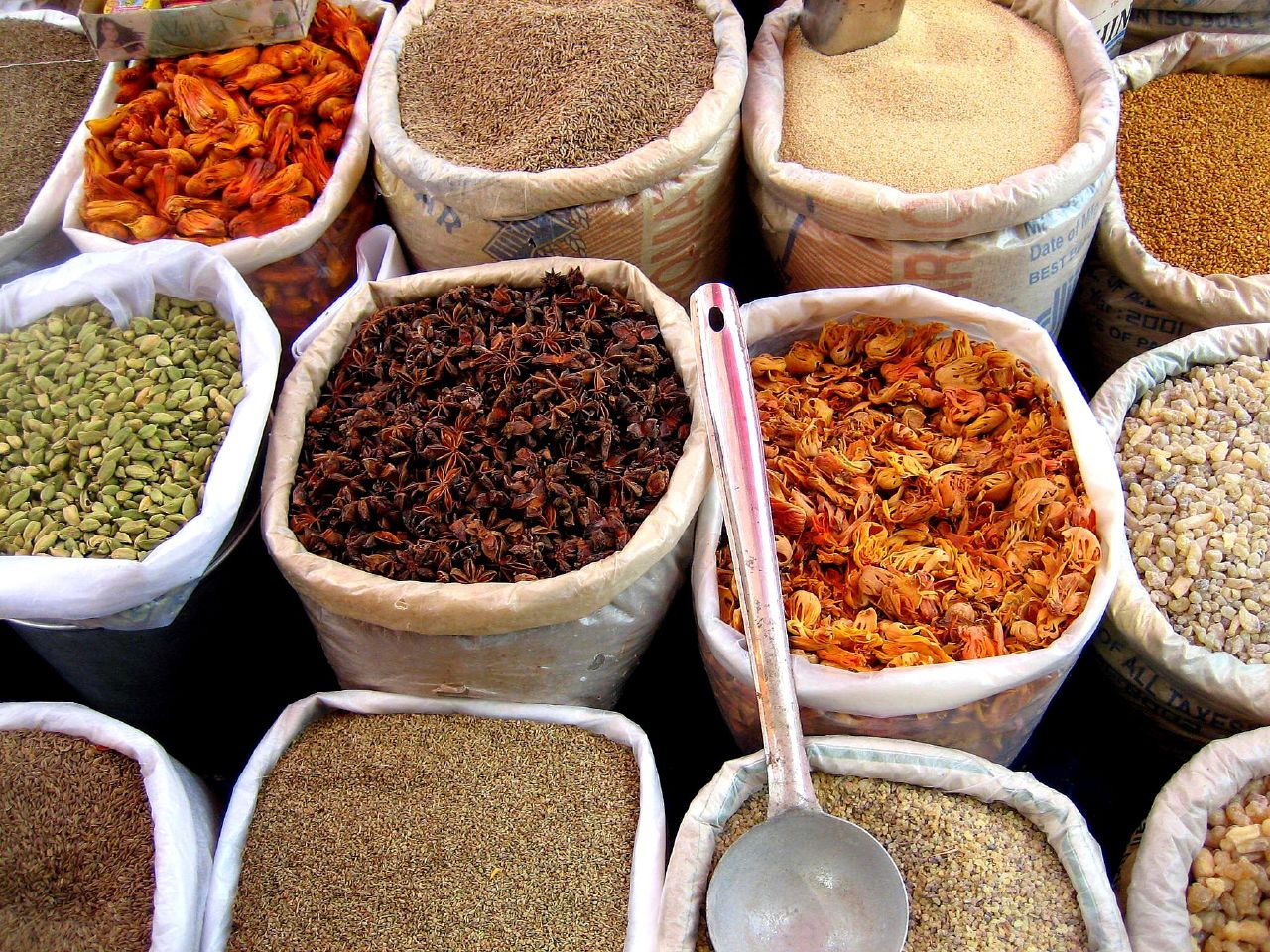
Спеції на ринку Мапуса, Гоа, Індія.

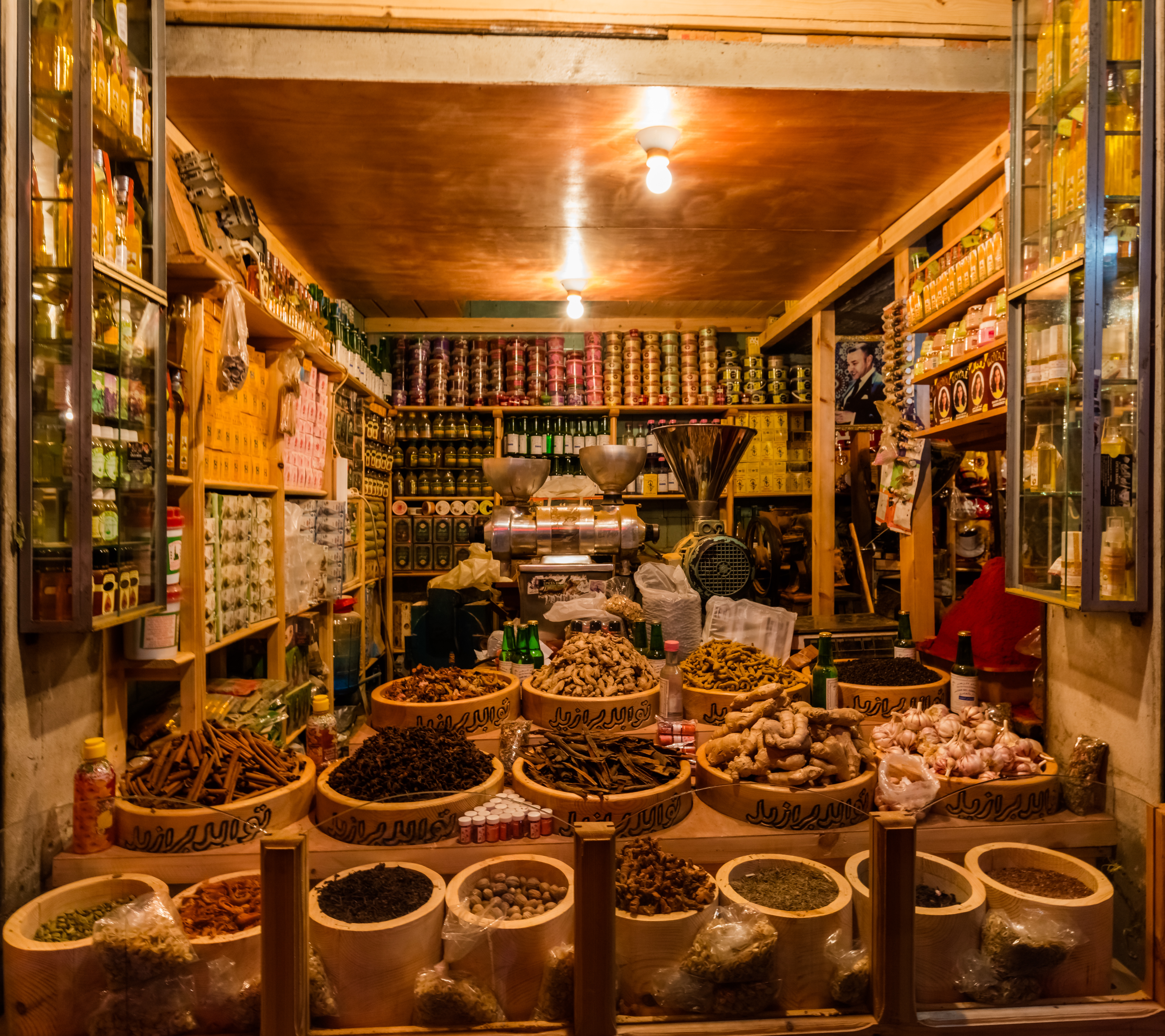
магазин в Марокко

Спе́ція, або припра́ва — «переважно в множині «спеції», означає прянощі, які додають до страви для поліпшення смаку й аромату; приправа; застаріле: зілля». Приправа — те, що додають до страви для поліпшення її смаку, аромату, а також харчовий продукт як складова частина якоїсь страви. Прянощі — рослини, в коренях, листках чи плодах яких містяться ароматичні або пекучі на смак речовини, які використовують як приправу до їжі, а також це продукти рослинного походження, які додають у невеликих кількостях до харчових продуктів для надання їм приємного запаху і смаку. Прянощами є лавровий лист, перець, бадьян, гвоздика, кмин, кріп, кориця, плоди ванілі (ванілін). Прянощі містять ефірні олії, що надають їм приємного аромату. Як альтернативу можна використовувати свіжу зелень. Ароматичних речовин особливо багато в пряних овочах (кріп, петрушка, селера).
Смакові ароматичні речовини, що застосовуються для приготування різноманітних страв. Характерною особливістю спецій є те, що вони додаються до їжі у малих кількостях, суттєво впливають на смакові, ароматичні, а іноді (дуже рідко — наприклад, куркума) й візуальні властивості страв. Спеції додають у їжу під час приготування, або безпосередньо перед подачею страв. Столи сервірують сільницями, перечницями, гірчичницями, оцетницями, або наборами судків.
У кулінарній практиці спеції використовують також у суміші, в тому числі в стандартних сумішах спецій, сукупність яких надає стравам характерних смакових якостей. У грузинській кухні значного розповсюдження набула суміш сушених трав, знана як хмелі-сунелі. Також широко відома суміш карі. Аджика — це перетерта гостра на смак пастоподібна суміш насиченого червоного кольору з перцю, часнику і солі.
Сучасні виробники спецій зазвичай пропонують споживачам готові суміші, покликані підкреслити смакові якості конкретних страв («приправа до плову», «спеції для грилю» тощо). Також існують т. зв. універсальні суміші спецій, які можна використовувати для приготування широкого спектра страв. Одним з прикладів універсальної приправи є розроблена 1959 року в Хорватії суміш спецій «Vegeta».

## Загальний опис
Прянощі застосовують у кулінарії, харчовій промисловості, медицині, парфумерії.
Прянощі були відомі людям з часів кам'яної доби — адже найпершим способом добування їжі було збиральництво, тобто пошук їстівних рослин. Серед цих рослин безумовно траплялися й ті, що мали гострий смак. Відомо, що вже за двадцять тисяч років до нашої ери мешканці Близького Сходу вживали в їжу насіння коріандру. Можливо, саме зерна селерових рослин — не лише коріандру, але й анісу, кмину та інших взагалі були першими прянощами, засвоєними людством.
Первісна людина зазвичай їла те, що росло поруч або ж недалеко від місця, де вона жила. Цим вчені пояснюють відмінності у дієті представників різних країн та континентів. Так, на Близькому Сході у вжиток увійшли гірчиця та каперси, в Середній Азі  — цибуля та часник (які згодом запозичені мешканцями Європи), в Індії — довгий і чорний перець, на Шрі-Ланці — кориця, в Китаї — бодян та касія, в Південно-Східній Азії — імбир, в Південні Америці — стручковий перець.
Спеції бувають рослинного походження, мінерального (кухонну сіль), мікробного, хімічного і синтетичного: оцет ароматичні есенції, ванілін тощо.
Спеції використовують для поліпшення смаку страв, надання їм нових смакових якостей, а також для покращення засвоєння їжі та уникнення небажаних наслідків вживання певних умовно-їстівних харчових продуктів. Спеції з давніх часів також широко застосовуються для консервування харчових продуктів.
Назва «спеції» спочатку підкреслювала особливий, винятковий статус цих продуктів, «призначених не для всіх». Якщо «звичайні» прянощі могли знаходити, використовувати, вирощувати для власних потреб усі охочі, спеції вважали «особливими» приправами, які підкреслювали не лише смак страви, але й становище їдця.
У часи середньовіччя та нової історії в Європі спеції відігравали таке ж важливе значення, як і нафта. Спеції були дуже цінні (шафран, духмяний перець, бад'ян, перець кубеба). Для пошуку спецій здійснювалося багато морських плавань. Так в 13 столітті вирушали в далекий путь португальські, голландські, англійські мореплавці і тим пояснюються багато відкриттів.
Найважливіші спеції сьогодення походять з Азії. Саме спеції були поштовхом до подорожей, а частково і битв і війн. З III століття спеції були вже відомі в районі Середземного моря. Це були такі спеції: кориця, чорний перець, гвоздика, кардамон, імбир, мускатний горіх. Ці подорожі були довгими і тривали близько 2 років. Римляни відкрили нову дорогу до спецій і тим скоротили дорогу з 2 до 1 року, проте спеції залишалися і надалі дорогим продуктом.
У Європі також ростуть багато рослин, які використовують для спецій. Це є м'ята, чебрець, базилік духмяний, материнка звичайна (орегано), шавлія.

## Основні прянощі й приправи

### Мінеральні і хімічні
- Кухонна сіль — приправа і підсилювач смаку, що складається переважно з хлориду натрію, яку застосовують для додання смаку;[5] Кухонна сіль — те саме, що хлористий натрій.[5]

- включаючи харчові продукти, що позначаються як харчова/столова сіль, морська сіль.
- Сіль в хімії — це хімічна сполука, речовина, у якій водень кислоти повністю або частково заміщений металом. Це нейтральна хімічна сполука між іонами металів і неметалів; представник окремого класу хімічних сполук, утворених аніонами кислотних залишків та катіонами різного походження (переважно катіонами металів);
- Кам'яна сіль — мінерал, що за своїм хімічним складом є хлористим натрієм; гірська порода, що складається з цього мінералу; осадова гірська порода, складена більше, ніж на 90% галітом.
- Мінеральна сіль — осадовий мінерал, які кристалізується при випаровуванні та охолодженні природних водних розчинів, що є сильними електролітами;
- Морська сіль — сіль, яку видобувають випарюванням морської води. Окрім харчової солі, також може стосуватися суміші солей, які природним чином розчинені в морській воді.

До спецій отриманих штучним і синтетичним шляхом належать:
- Ванілін і етилванілін — кристалічний порошок
- Глутамат натрію — кристалічний порошок
- Лимонна кислота — порошок і рідина
- Цукор — кристалічний порошок або пудра
- Оцет — рідина
- Фруктоза — пудра

### Пряні рослини

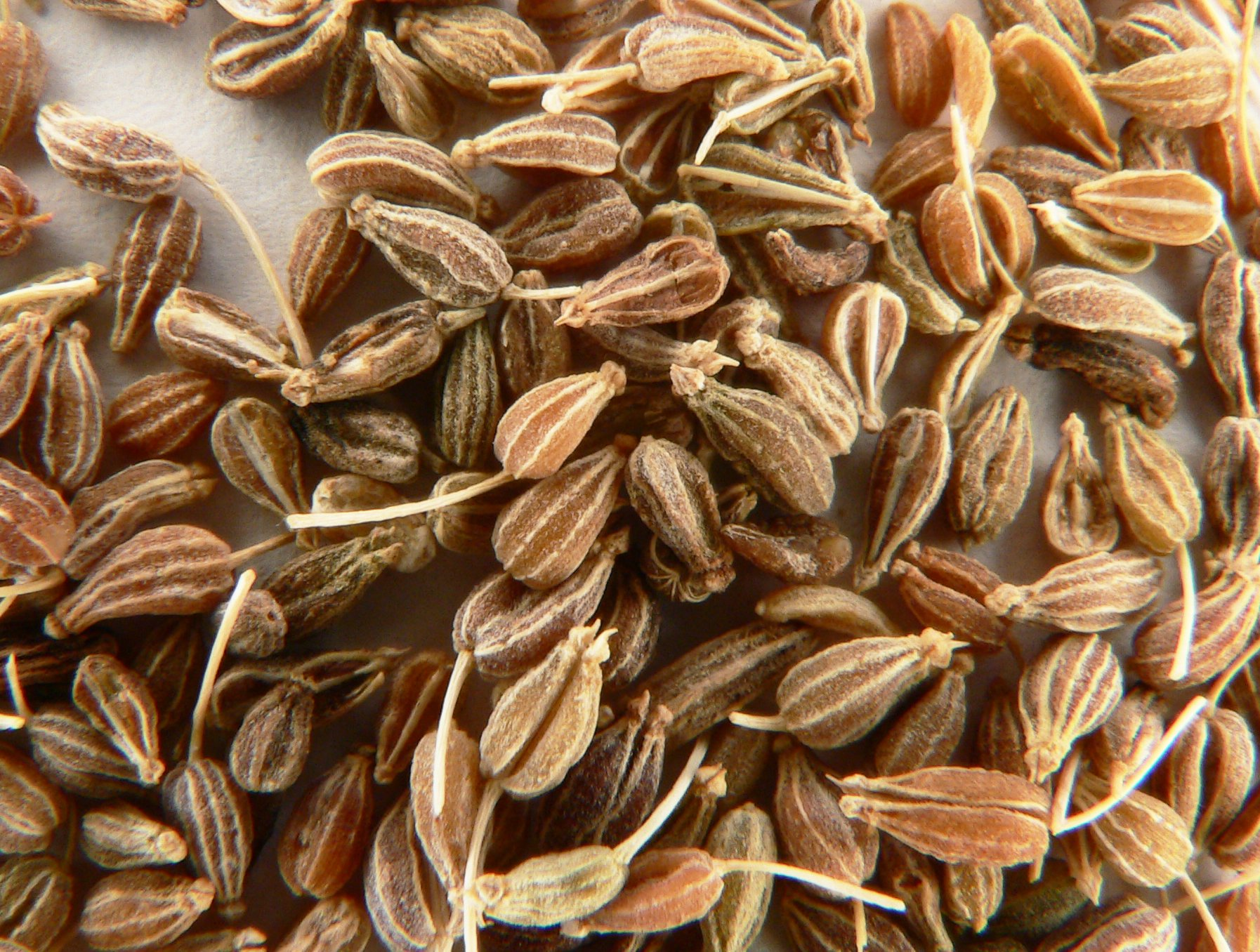
Аніс

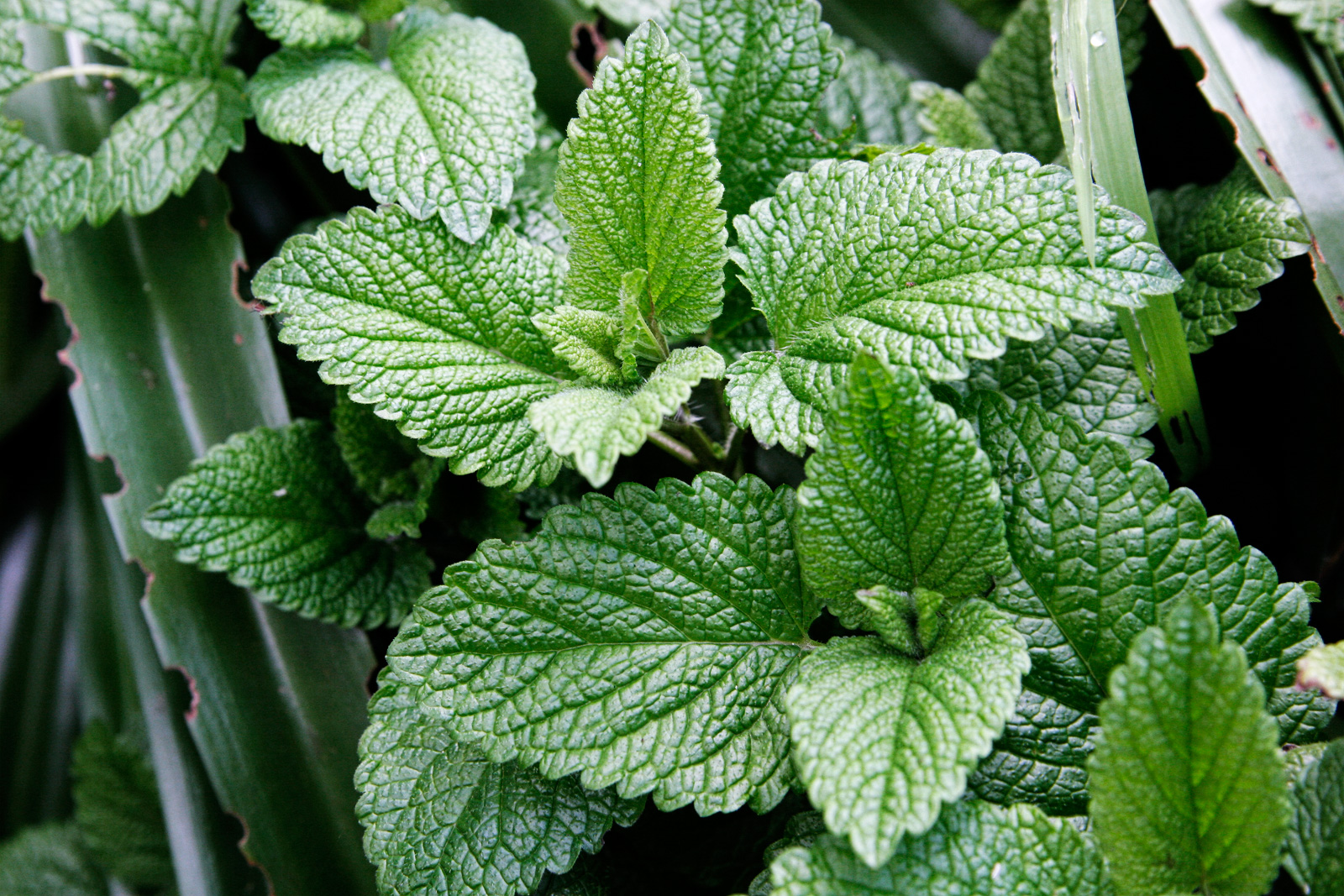
М'ята перцева

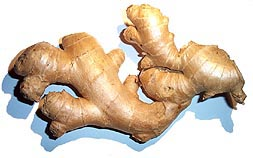
Корінь імбиру

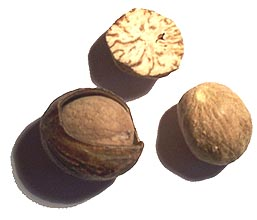
Мускатний горіх

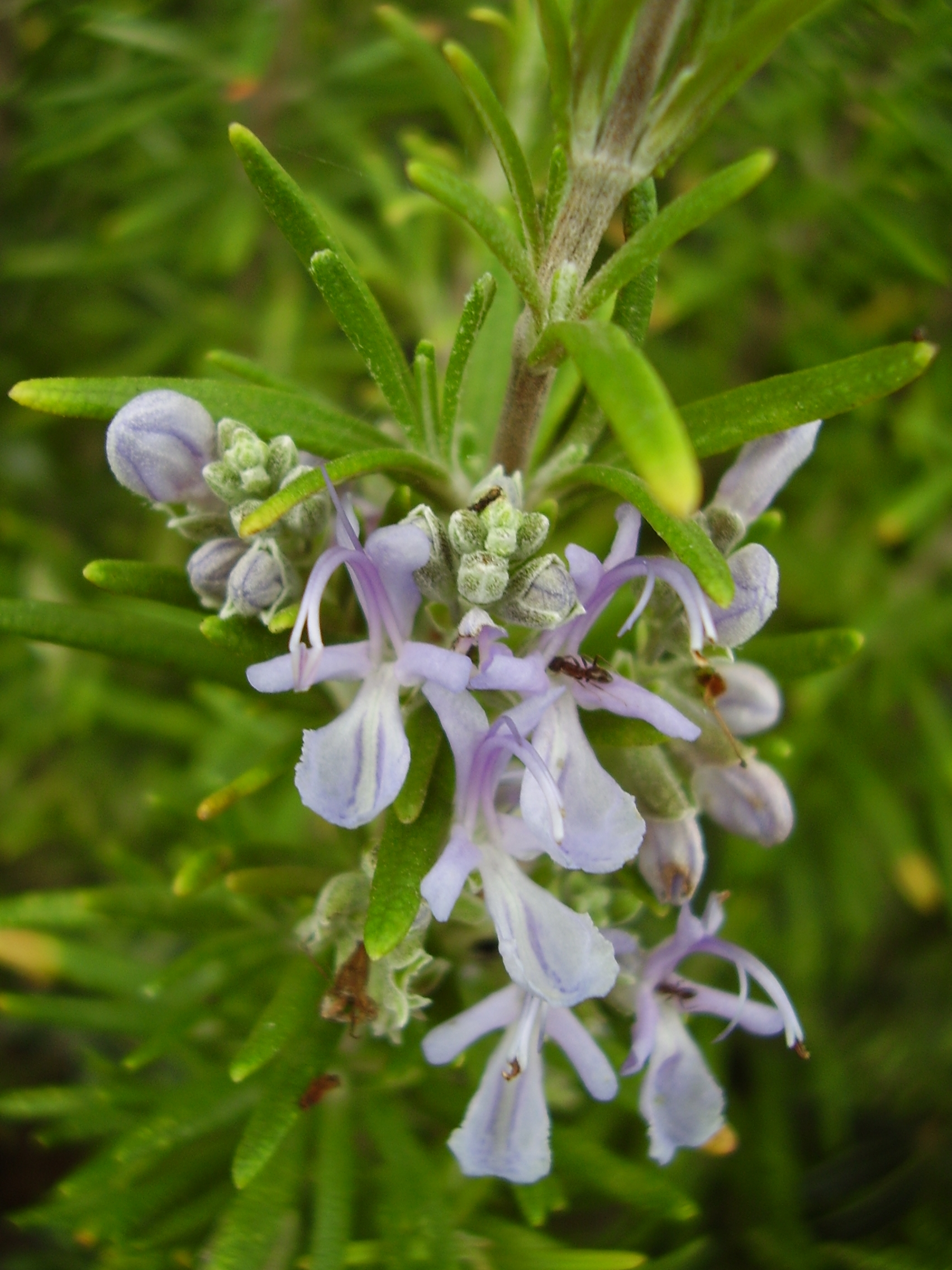
Розмарин

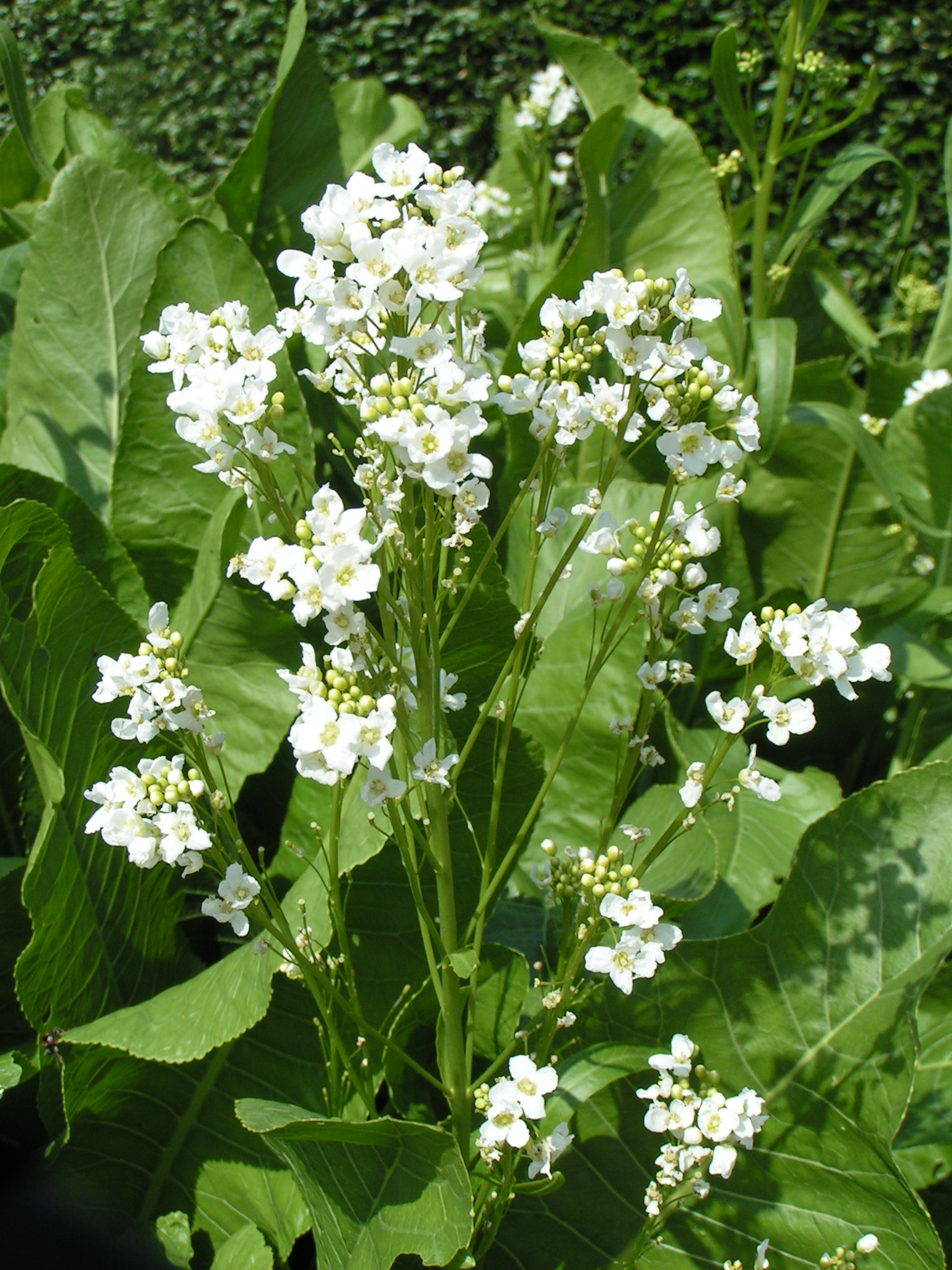
Хрін

- Аїр звичайний — використовують висушені кореневища
- Айва — плоди
- Ажгон (айован) — насіння
- Аніс — насіння (ціле або мелене)
- Апельсин — сік, цедра
- Асафетида — насіння
- Базилік (райхон, рейхан)— зелені частини рослини (свіжі або сухі молоті)
- Барбарис — ягоди (свіжі, мариновані або сушені молоті)
- Ваніль — натуральна в стручках
- Гвоздика — висушені квіткові бруньки
- Гриби — сушені (цілком і подрібнені)
- Гірчиця — свіжі листя, насіння, паста
- Материнка звичайна (орегано) — листя (свіжі, або сухі мелені)
- Імбир — кореневище (свіже, сухе, порошок)
- Кардамон — лущене насіння (цілі насінини і мелені)
- Кмин — насіння
- Коріандр (зелень — кіндза, кашниш) — зелень
- Кориця — висушена кора (шматочки або порошок)
- Червоний перець — плоди (свіжі або сухі мелені)
  - Перець чилі — плоди (свіжі або сухі мелені)
  - Ямайський перець — плоди (свіжі або сухі мелені)
- Кріп — молоді пагони, квіти, насіння
- Крес-салат (котем) — зелень
- Кунжут — насіння
- Куркума — коріння
- Лавровий листок — лавровий листок (сушений)
- Лакриця — корені
- Лимон — цедра і сік
- Цибуля — вся рослина
- Майоран — листя
- Мак — насіння
- Маслини — плоди (солені або мариновані)
- Махлебі — ядра кісточки (як порошок)
- Меліса (м'ята лимонна) — листя (свіжі або сухі мелені)
- Ялівець — ягоди (свіжі або сухі мелені)
- Мускатний горіх — насіння плодів
- М'ята — листя
- Настурція — молоді листя
- Пажитник (шамбала) — насіння, листя і молоді стебла
- Паприка — плоди
- пастернак (польовий борщ) — насіння, пагони
- Перець чорний — горошком або мелений
- Петрушка — листя і корені
- Полин — молоді листочки (сушені)
- Цибуля порей — листя і стебла
- Розмарин — молоді листочки
- Селера — стебла
- Тимян (чебрець) — верхня частина стебла з листочками
- Томати (помідори) — паста з плодів
- Фенхель (кріп апетитний) — молоді листочки
- Хрін — коріння
  - Васабі — коріння
- Чабер (джембуль, цитрон) — листя
- Часник — вся рослина
- Шафран — квіти
- Естрагон (тархун) — молоді рослини або листя (свіжі і сушені) використовують для приготування ароматного відварного м'яса.